# Kittery, Maine
Kittery, Maine (енгл. Kittery) насељено је место без административног статуса у америчкој савезној држави Мејн.

## Демографија
По попису из 2010. године број становника је 4.562, што је 322 (-6,6%) становника мање него 2000. године.
| Група             | 2000.         | 2010.         |
| Белци             | 4.542 (93,0%) | 4.192 (91,9%) |
| Афроамериканци    | 134 (2,7%)    | 57 (1,2%)     |
| Азијати           | 39 (0,8%)     | 41 (0,9%)     |
| Хиспаноамериканци | 114 (2,3%)    | 185 (4,1%)    |
| Укупно            | 4.884         | 4.562         |